# 모기정
모기정(茂木町)은 나가사키현 니시소노기군에 설치되었던 정이다. 현재의 나가사키시에 해당한다.